# Bulbophyllum balapiuense
Bulbophyllum balapiuense là một loài phong lan thuộc chi Bulbophyllum.